# Ministerio de Relaciones Exteriores (Paraguay)
El Ministerio de Relaciones Exteriores es un organismo del Estado paraguayo, dependiente del Poder Ejecutivo, principal responsable de la gestión de la política exterior y la diplomacia del país. En 2022, el ministro es Julio Arriola quien fue nombrado por el presidente Mario Abdo Benítez tras la renuncia de Euclides Acevedo en abril de dicho año.Actualmente el Canciller Nacional es el Embajador Rubén Ramirez Lezcano, nombrado por el Presidente Santiago Peña.

## Ministros
- Manuel Domínguez (9 de enero-25 de noviembre de 1902)
- Pedro Pablo Peña (25 de noviembre de 1902-3 de abril de 1903)
- Antonio Cayetano Carrera (3 de abril-8 de mayo de 1903)
- Antolín Irala (8 de mayo de 1903-19 de diciembre de 1904)
- Cecilio Báez (19 de diciembre de 1904-9 de diciembre de 1905
- Cayetano Carreras (10 de diciembre de 1905-5 de febrero de 1906)
- Adolfo Soler (6 de febrero de 1906-24 de noviembre de 1906)
- Cecilio Báez (25 de noviembre de 1906-1908)
- Eusebio Ayala (4 de julio de 1908-21 de octubre de 1908)
- Manuel Gondra (23 de octubre de 1908-14 de mayo de 1910)
- Héctor Velázquez (25 de octubre de 1910-16 de enero de 1911)
- Cecilio Báez (17 de enero de 1911-5 de julio de 1911)
- Teodosio González (6 de julio de 1911-28 de setiembre de 1911)
- Carlos Luis Isasi (29 de setiembre de 1911-28 de diciembre de 1911)
- Antolín Iraola (29 de diciembre de 1911-27 de febrero de 1912)
- Fulgencio R. Moreno (28 de febrero de 1912-21 de marzo de 1912)
- Félix Paiva (22 de marzo de 1912-14 de agosto de 1912)
- Eusebio Ayala (15 de agosto de 1912-1° de enero de 1913)
- Manuel Gondra (1° de enero de 1913-22 de enero de 1918)
- Eusebio Ayala (23 de enero de 1918-14 de agosto de 1919)
- Ramón Lara Castro (15 de agosto de 1919-14 de agosto de 1920)
- Manuel Peña Rojas (15 de agosto de 1920-14 de agosto de 1921)
- Alejandro Arce (15 de agosto de 1921-14 de agosto de 1923
- Rogelio Ibarra Muñoz (15 de agosto de 1923-12 de agosto de 1924
- Manuel Peña Rojas (13 de agosto de 1924-14 de agosto de 1925)
- Enrique Bordenabe (15 de agosto de 1925-14 de agosto de 1928
- Gerónimo Zubizarreta (15 de agosto de 1928-24 de octubre de 1931
- Raúl Casal Ribeiro (25 de octubre de 1931-6 de marzo de 1932)
- Higinio Arbo (7 de marzo de 1932-21 de agosto de 1932)
- Justo Pastor Benítez (22 de agosto de 1932-14 de agosto de 1934)
- Luis Alberto Ricart (15 de agosto de 1934-18 de febrero de 1936)
- Juan Stefanich (19 de febrero de 1936-12 de agosto de 1937
- Cecilio Báez (13 de agosto de 1937-8 de noviembre de 1938)
- Elías Ayala (9 de noviembre de 1938-21 de agosto de 1939)
- Justo Pastor Prieto (22 de agosto de 1939-15 de febrero de 1940)
- Justo Pastor Benítez (16 de febrero de 1940-12 de setiembre de 1940)
- Tomás Salomoni (14 de setiembre de 1940-28 de noviembre de 1940
- Luis A. Argaña (29 de noviembre de 1940-19 de marzo de 1944)
- Horacio Chiriani (20 de marzo de 1944-25 de marzo de 1946
- Antonio Taboada (26 de marzo de 1946-23 de julio de 1946)
- Miguel Ángel Soler (24 de julio de 1946-12 de enero de 1947
- Federico Chaves (13 de enero de 1947-23 de noviembre de 1947)
- César Vasconcellos (23 de noviembre de 1947-31 de enero de 1948)
- Víctor Morínigo (31 de enero de 1948-15 de agosto de 1948
- Domingo Montanaro (15 de agosto de 1948-10 de setiembre de 1948
- Juan E. O'Leary (10 de setiembre de 1948-27 de febrero de 1949)
- Federico Chaves (27 de febrero de 1949-12 de mayo de 1949)
- Bernardo Ocampos (12 de mayo de 1949-14 de julio de 1953)
- José Antonio Moreno (27 de julio de 1953-7 de mayo de 1954)
- Hipólito Sánchez Quell (8 de mayo de 1954-31 de mayo de 1956)
- Raúl Sapena Pastor (1° de junio de 1956-9 de marzo de 1976)
- Alberto Nogués (9 de marzo de 1976-15 de agosto de 1983)
- Carlos Augusto Saldivar (15 de agosto de 1983-15 de agosto de 1988)
- Rodney Elpidio Acevedo (29 de agosto de 1988-3 de febrero de 1989)
- Luis María Argaña (3 de febrero de 1989-25 de julio de 1990
- Alexis Frutos (26 de julio de 1990-13 de agosto de 1993)
- Diógenes Martínez (15 de agosto de 1993-16 de diciembre de 1993)
- Luis María Ramírez (16 de diciembre de 1993-10 de mayo de 1996)
- Rubén Melgarejo (10 de mayo de 1996-14 de agosto de 1998-)
- Dido Florentín Bogado (15 de agosto de 1998-29 de marzo de 1999)
- Miguel Abdón Saguier (29 de marzo de 1999-6 de setiembre de 1999)
- Félix Estigarribia (6 de setiembre de 1999-15 de febrero de 2000)
- Juan Esteban Aguirre (15 de febrero de 2000-14 de marzo de 2001)
- José Antonio Moreno (14 de marzo de 2001-14 de agosto de 2003
- Leila Rachid (15 de agosto de 2003-21 de agosto de 2006
- Rubén Ramírez (22 de agosto de 2006-14 de agosto de 2008
- Alejandro Hamed (15 de agosto de 2008-28 de abril de 2009)
- Héctor Lacognata (29 de abril de 2009-21 de marzo de 2011
- Jorge Lara Castro (22 de marzo de 2011-22 de junio de 2012)
- Félix Estigarribia (23 de junio de 2012-15 de agosto de 2013)
- Eladio Loizaga (15 de agosto de 2013-15 de agosto de 2018
- Luis Alberto Castiglioni (15 de agosto de 2018-31 de julio de 2019)
- Antonio Rivas Palacios (31 de julio de 2019-12 de octubre de 2020)
- Federico González Franco (12 de octubre de 2020-21 de enero de 2021)
- Euclides Acevedo (22 de enero de 2021-27 de abril de 2022)
- Julio Arriola (29 de abril de 2022-15 de agosto de 2023)
- Rubén Ramírez (desde el 15 de agosto de 2023)